# Runga
Runga là một chi nhện trong họ Physoglenidae.

## Các loài
- Runga akaroa Forster, 1990
- Runga flora Forster, 1990
- Runga moana Forster, 1990
- Runga nina Forster, 1990
- Runga raroa Forster, 1990